# Hohenbergia brachycephala
Hohenbergia brachycephala är en gräsväxtart som beskrevs av Lyman Bradford Smith. Hohenbergia brachycephala ingår i släktet Hohenbergia och familjen Bromeliaceae. Inga underarter finns listade i Catalogue of Life.